# Кемпбеллсвілл (Кентуккі)
Кемпбеллсвілл (англ. Campbellsville) — місто (англ. city) в США, в окрузі Тейлор штату Кентуккі. Населення — 11 426 осіб (2020).

## Географія
Кемпбеллсвілл розташований за координатами 37°20′39″ пн. ш. 85°20′48″ зх. д. / 37.34417° пн. ш. 85.34667° зх. д. (37.344243, -85.346718).  За даними Бюро перепису населення США в 2010 році місто мало площу 13,27 км², з яких 12,96 км² — суходіл та 0,31 км² — водойми. В 2017 році площа становила 19,75 км², з яких 19,41 км² — суходіл та 0,34 км² — водойми.

## Демографія
Згідно з переписом 2010 року, у місті мешкало 9108 осіб у 3764 домогосподарствах у складі 2160 родин. Густота населення становила 686 осіб/км².  Було 4114 помешкання (310/км²).
Расовий склад населення:
| - 86,4 % — білих - 9,5 % — чорних або афроамериканців - 0,6 % — азіатів - 0,1 % — вихідців з тихоокеанських островів - 0,1 % — корінних американців - 1,0 % — осіб інших рас |

До двох чи більше рас належало 2,4 %. Частка іспаномовних становила 2,1 % від усіх жителів.
За віковим діапазоном населення розподілялося таким чином: 20,6 % — особи молодші 18 років, 62,9 % — особи у віці 18—64 років, 16,5 % — особи у віці 65 років та старші. Медіана віку мешканця становила 33,6 року. На 100 осіб жіночої статі у місті припадало 89,4 чоловіків;  на 100 жінок у віці від 18 років та старших — 85,0 чоловіків також старших 18 років.
Середній дохід на одне домашнє господарство  становив 38 624 долари США (медіана — 28 673), а середній дохід на одну сім'ю — 47 622 долари (медіана — 38 381). Медіана доходів становила 30 948 доларів для чоловіків та 25 265 доларів для жінок. За межею бідності перебувало 24,8 % осіб, у тому числі 35,5 % дітей у віці до 18 років та 19,5 % осіб у віці 65 років та старших.
Цивільне працевлаштоване населення становило 4455 осіб. Основні галузі зайнятості: освіта, охорона здоров'я та соціальна допомога — 26,7 %, роздрібна торгівля — 14,6 %, виробництво — 13,7 %.